# HMCS Arvida (1940)
HMCS Arvida (K113) (с англ. — «Его Величества Канадский Корабль «Арвида»») — корвет типа «Флауэр», служивший в Королевском военно-морском флоте Канады в годы Второй мировой войны. Назван в честь деревни Арвида в канадской провинции Квебек. Нёс службу в составе Западных местных конвойных сил.

## Проект «Флауэр»

### Общее описание
Корветы типа «Флауэр», состоявшие на вооружении Королевского ВМФ Канады во время Второй мировой войны (такие, как «Арвида»), отличались от более ранних и традиционных корветов с днишевыми колонками. Французы использовали наименование «корвет» для обозначения небольших боевых кораблей; некоторое время британский флот также использовал этот термин вплоть до 1877 года. В 1930-е годы в канун войны Уинстон Черчилль добился восстановления класса «корвет», предложив называть так маленькие корабли сопровождения, схожие с китобойными судами. Новому типу корветов было присвоено название «Флауэр»; корветам, как следовало из наименования этого типа, присваивали имена цветов.
Корветы, принятые на вооружение Королевским военно-морским флотом Канады, были названы преимущественно в честь канадских местечек, жители которых участвовали в строительстве кораблей. Эту идею отстаивал адмирал Перси Уокер Неллз. Компании, финансировавшие строительство, как правило, были связаны с местечками, в честь которых был назван каждый корвет. Корветы британского флота занимались сопровождением в открытом море, корветы канадского флота — береговой охраной (играя преимущественно вспомогательную роль) и разминированием. Позже канадские корветы были доработаны так, чтобы нести службу и в открытом море.

### Технические характеристики
Корветы типа «Флауэр» имели следующие главные размерения: длина — 62,5 м, ширина — 10 м, осадка — 3,5 м. Водоизмещение составляло 950 т. Основу энергетической установки составляла 4-тактная паровая машина тройного расширения и два котла мощностью 2750 л.с. (огнетрубные котлы Scotch у корветов программы 1939—1940 годов и водотрубные у корветов программы 1940—1941 годов). Тип «Флауэр» мог развивать скорость до 16 узлов, его автономность составляла 3500 морских миль при 12 узлах, а экипаж варьировался от 85 (программа 1939—1940 годов) до 95 человек (программа 1940—1941 годов).
Главным орудием корветов типа «Флауэр» было 102-мм морское орудие Mk IX. Зенитное вооружение состояло из спаренных 12,7-мм пулемётов Vickers и 7,7-мм пулемётов Lewis, позже заменённых на сдвоенные 20-мм пушки «Эрликон» и одиночные 40-мм орудия Mk VIII. В качестве противолодочного оружия использовались бомбосбрасыватели Mk II. Роль радиолокационного оборудования играли радары типа SW1C или 2C, которые по ходу войны были заменены на радары типа 271 для наземного и воздушного обнаружения, а также радары типа SW2C или 2CP для предупреждения о воздушной тревоге. В качестве сонаров использовались гидроакустические станции типа 123A, позже заменённые на типы 127 DV и 145.

## Строительство
«Арвида» заказана 23 января 1940 года в рамках программы строительства корветов типа «Флауэр» на 1939 и 1940 годы. Заложена 28 февраля 1940 года компанией «Morton Engineering and Dry Dock Co.» в Квебеке. Спущена на воду 21 сентября 1940 года и принята в состав КВМФ Канады 22 мая 1941 года в Квебеке. За время службы дважды становилась на капитальный ремонт: первый с декабря 1942 по март 1943 годов в Луненберге и Сент-Джоне, второй с января по апрель 1944 года в Балтиморе (тогда на корвете был установлен более крупный бак).

## Служба
С июля 1941 года «Арвида» находилась в Сиднейских конвойных силах, занимаясь сопровождением конвоев до сентября. Позже подчинена Ньюфаундлендскому командованию и включена в состав океанских сил эскорта, исполняя обязанности до конца 1943 года. Трижды вступала в бой: за конвои ONS-92 (май 1942), ON-127 (сентябрь 1942) и SC-107 (ноябрь 1942). В ходе боя за конвой ONS-127 экипажем корвета были спасены выжившие моряки с потопленного двумя торпедами эсминца «Оттава». После сопровождения конвоя SC-107, который понёс большие потери, канадские корабли были отстранены от океанских эскортов.
В середине июня 1943 года, сопровождая конвой ON-188, «Арвида» получила повреждения от собственных же глубинных бомб. В течение недели она стояла на ремонте в Исландии. После второго крупного ремонта отправилась в состав Западных местных конвойных сил как часть конвойной группы W-7. В августе того же года переведена в группу W-2, в декабре 1944 года — в группу W-8, в составе которой пребывала до конца войны.
14 июня 1945 года корвет «Арвида» был исключён из состава КВМФ Канады и продан по коммерческим соображениям. В 1950 году переоборудован в транспортное судно водоизмещением 1117 т и переименован в «Ла Сейба» (исп. La Ceiba). Ходил под флагом Испании, последний раз зарегистрирован в морском регистре Ллойда в 1953—1954 годах. В 1957 году переименован в «Рио Само» (исп. Rio Samo), в 1987 году разрезан на металл в Испании.

## Командиры
С момента принятия корвета «Арвида» в состав КВМФ Канады и до завершения боевых действий Второй мировой войны в Европе корветом командовали следующие офицеры:
| Воинское звание   | Имя командира                 | Оригинал имени                  | Начало службы    | Конец службы     |
| ----------------- | ----------------------------- | ------------------------------- | ---------------- | ---------------- |
| Лейтенант         | Алистер Иан Маккей            | Alastair Ian MacKay             | 1 ноября 1940    | 20 сентября 1942 |
| Лейтенант         | Дадли Гэйвен Кинг             | Dudley Gawen King               | 21 сентября 1942 | 15 марта 1944    |
| Лейтенант         | Дональд Уильям Грин Стори     | Donald William Green Storey     | 16 марта 1944    | 19 ноября 1944   |
| Шкиппер-лейтенант | Эрнест Стэнли Нельсон Плезенс | Ernest Stanley Nelson Pleasance | 20 ноября 1944   | 4 декабря 1944   |
| Лейтенант         | Дональд Уильям Грин Стори     | Donald William Green Storey     | 5 декабря 1944   | 30 декабря 1944  |
| Лейтенант         | Жан Шарль Поль Дерошер        | Jean Charles Paul Desrochers    | 31 декабря 1944  | 17 января 1945   |
| Лейтенант         | Дональд Уильям Грин Стори     | Donald William Green Storey     | 18 января 1945   | 14 июня 1945     |

## Комментарии
1. ↑  По другим данным — 22 мая 1941[16]
2. ↑  По другим данным — лейтенант-коммандер[16]